# 新界區專線小巴301線
新界區專線小巴301線和301M線是由路榮實業有限公司營辦的兩條專線小巴線，分別來往荃灣站及荃灣廣場、荃灣西站。

## 歷史
- 1992年5月：301M線投入服務。
- 1994年5月：301線投入服務。

## 行車路線
301
| 荃灣廣場開 | 荃灣廣場開                      | 荃灣廣場開       |
| 序號       | 車站名稱                        | 位置             |
| ---------- | ------------------------------- | ---------------- |
| 1          | 荃灣廣場小巴總站 （祈德尊新邨） | 海盛路           |
| 2          | 灣景廣場                        | 海盛路           |
| 3          | 海壩街官立小學                  | 大河道           |
| 4          | 昌泰街                          | 大河道           |
| 5          | 力生廣場                        | 青山公路－荃灣段 |
| 6          | 富華街                          | 青山公路－荃灣段 |
| 7          | 建明街 （荃灣政府合署）         | 青山公路－荃灣段 |
| 8          | 福來邨永樂樓 （荃錦中心）       | 青山公路－荃灣段 |
| 9          | 南豐中心 （荃灣站）             | 西樓角路         |
| 10         | 力生廣場                        | 青山公路－荃灣段 |
| 11         | 富華街                          | 青山公路－荃灣段 |
| 12         | 建明街 （荃灣政府合署）         | 青山公路－荃灣段 |
| 13         | 福來邨永樂樓 （荃錦中心）       | 青山公路－荃灣段 |
| 14         | 福來邨永康樓                    | 青山公路－荃灣段 |
| 15         | 福來邨永寧樓                    | 大涌道           |
| 16         | 寶安商會王少清中學              | 大涌道           |
| 17         | 荃灣廣場小巴總站 （祈德尊新邨） | 海盛路           |

301M
| 荃灣西站開 | 荃灣西站開                                  | 荃灣西站開                              |
| 序號       | 車站名稱                                    | !位置                                   |
| ---------- | ------------------------------------------- | --------------------------------------- |
| 1          | 荃灣西站小巴總站 （荃灣公園、如心廣場）     | 荃灣西站小巴總站 （荃灣公園、如心廣場） |
| 2          | 有線電視大樓                                | 海盛路                                  |
| 3          | 柴灣角休憩花園 （祈德尊新邨、荃灣廣場）     | 大涌道                                  |
| 4          | 福來邨永寧樓                                | 大涌道                                  |
| 5          | 愉景新城                                    | 青山公路－荃灣段                        |
| 6          | 南豐中心 （荃灣站）                         | 西樓角路                                |
| 7          | 力生廣場                                    | 青山公路－荃灣段                        |
| 8          | 富華街                                      | 青山公路－荃灣段                        |
| 9          | 建明街 （荃灣政府合署）                     | 青山公路－荃灣段                        |
| 10         | 福來邨永樂樓 （荃錦中心）                   | 青山公路－荃灣段                        |
| 11         | 福來邨永康樓                                | 青山公路－荃灣段                        |
| 12         | 福來邨永寧樓                                | 大涌道                                  |
| 13         | 寶安商會王少清中學 （祈德尊新邨、荃灣廣場） | 大涌道                                  |
| 14         | 有線電視大樓                                | 海盛路                                  |
| 15         | 荃灣西站小巴總站 （荃灣公園、如心廣場）     | 荃灣西站小巴總站 （荃灣公園、如心廣場） |

## 服務時間、班次及收費
301線小巴所有班次皆由荃灣廣場開出，服務時間為每日上午6時半至下午11時半，約6分鐘一班；301M線每日傍晚定點由荃灣西站開出兩班車，時間分別在下午6時和7時；兩線全程收費皆為$3.8，皆無任何分段收費。

## 用車
| 車牌   | 代數      | 備註                                       |
| ------ | --------- | ------------------------------------------ |
| FU9143 | 2005 5LS2 | 原302用車 替代調往該線的LS7067 (2004 5LS2) |

## 使用狀況
301線提供荃灣廣場及祈德尊新邨往來港鐵荃灣站的專線小巴服務，主要方便祈德尊新村及荃灣廣場居民往來港鐵荃灣站接駁港鐵荃灣線，同時方便往來荃灣廣場購物的市民。自2003年開始，隨著西鐵通車，居民可步行至鄰近港鐵荃灣西站直接乘搭鐵路往返市區，本路線客量開始下降，並轉型為方便居民前往大河道及港鐵荃灣站一帶商場購物。由於路程只有大约1公里長，部份居民會選擇步行前往，除了夏天或惡劣天氣，其餘時間客量只屬一般。大河道行人天橋工程正在施工中，當工程完成後，荃灣廣場及祈德尊新邨居民可利用有蓋行人天橋直接往返大河道及港鐵荃灣站一帶，屆時本路線客量將會進一步下降。
301M線提供港鐵荃灣西站、海盛路工業區往來港鐵荃灣站的專線小巴服務，是小巴大王馬亞木首批服務荃灣區的專線小巴路線之一。
初時往來興盛臨時房屋區至荃灣站的循環線，提供每天全日服務。興盛臨屋區於1999年清拆後，總站遷往荃灣（海盛路），並改為每日早上下午繁忙時間服務，2003年12月20日配合九廣西鐵（現稱港鐵西鐵綫）通車，總站遷往荃灣西站。 
本線初時由於是興盛臨屋區主要交通工具，因此客量相當高，但臨屋區清拆後，由於人口大幅減少，由於本路線兩邊總站與95K線相似，客量急劇下跌，因此服務時間及班次大幅削減，甚少乘客會刻意等候本線，改搭95K。

## 外部連結
- 《二十世紀新界(西)區巴士路線發展史》. ISBN 9789628414628.

- 運輸署：新界區專線小巴第301號線之路線資料及獲准上落客地點
- 運輸署：新界區專線小巴第301M號線之路線資料及獲准上落客地點
- 小巴薈：新界區專線小巴301號線 （页面存档备份，存于）
- 小巴薈：新界區專線小巴301M號線 （页面存档备份，存于）